# Hermann Henckel
Hermann Henckel (* 27. September 1825 in Greifenhagen, Pommern; † 10. September 1893 in Dresden; vollständiger Name: Carl Heinrich Hermann Henckel) war ein deutscher Kaufmann, Bankier und Unternehmer.

## Leben
Hermann Henckel kam als Kaufmann nach Berlin, wo er erstmals als General-Agent der Lebens-Versicherungs-Gesellschafft ‚Germania‘ in Stettin erwähnt wurde, mit Sitz im Gebäude Französische Straße 43. Dort gründete er am 24. April 1862 zusammen mit anderen Mitgliedern des Preußischen Volksvereins die Preußische Hypotheken-, Kredit- und Bankanstalt Kommanditgesellschaft auf Aktien Hermann Henckel, deren Direktor er wurde. Im selben Jahr erwarb er das Haus Wilhelmstraße 62, das ab 1. April 1863 auch Sitz der Bank wurde. Ab 15. April 1873 firmierte die Bank als Preußische Bankanstalt Henckel & Lange Kommandit-Gesellschaft auf Aktien, deren Auflösung bereits im Jahr 1880 beschlossen wurde. Zur Verwertung ihres Grundbesitzes wurde am 28. Juni 1888 die AG für Grundbesitz- und Hypothekenverkehr gegründet.
Henckel wurde 1864 erster Direktor der neu gegründeten Preußischen Hypotheken-Aktienbank. Als Bankdirektor war er Mitglied des Kuratoriums der ‚Friedrich Wilhelm‘ Preußische Lebens- und Garantie-Versicherungs-Actien-Gesellschaft, Mitglied des Verwaltungsrats der Preußischen Feuer-Versicherungs-Actien-Gesellschaft und Mitglied des Gründungskomitees und des Verwaltungsrats der Preußischen Hagel-Versicherungs-Actien-Gesellschaft.
Im Jahr 1869 erwarb Henckel Braunkohlen-Gruben in Senftenberg in der Niederlausitz. Am 1. November 1870 eröffneten Henckels Braunkohlenwerke ihren Betrieb. 1871 ließ er dort die erste Brikettfabrik der Niederlausitz bauen.
Auch beim Eisenbahnbau engagierte sich Henckel. So war er Mitglied der Direktion der Oppeln-Tarnowitzer Eisenbahn-Gesellschaft (OTE) und Mitglied des Verwaltungsrats der Halle-Sorau-Gubener Eisenbahngesellschaft.

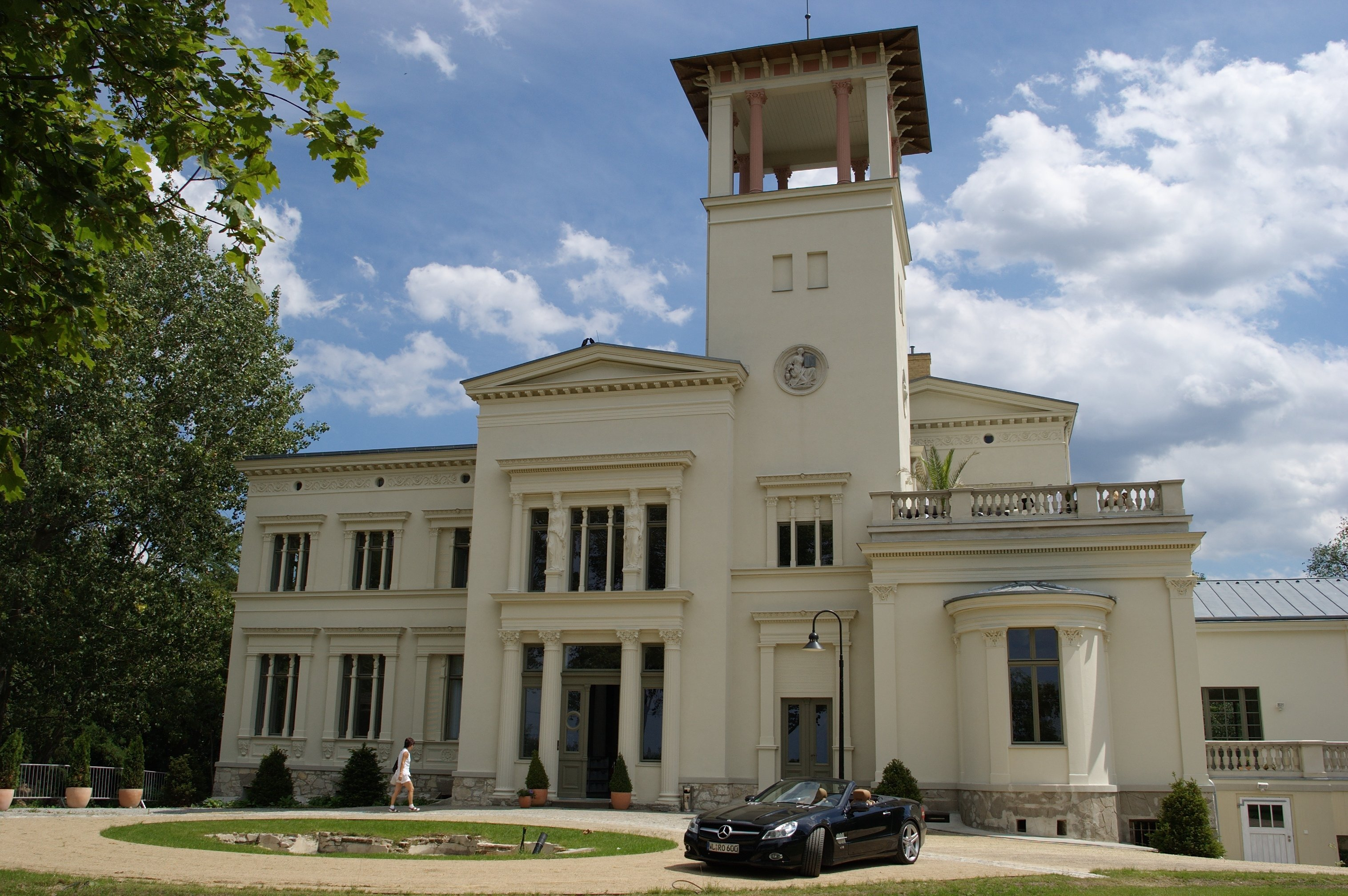
Villa Henckel in Potsdam

Von 1868 bis 1870 ließ Henckel sich von dem Architekten Ernst Petzholtz auf dem Grundstück Große Weinmeisterstraße 43 in Potsdam eine Villa, die später seinen Namen erhielt. Hier wohnte er mit seiner Familie, ab 1875 allerdings nur noch im Sommer. Er erwarb auch das Nachbarhaus, Große Weinmeisterstraße 45 (das spätere Lepsiushaus), und ließ es umbauen. Gleichzeitig besaß Henckel das Rittergut Kartzow, das er von Petzholtz ebenfalls umbauen ließ. Als er 1879 nach Dresden umzog, verkaufte er die Potsdamer Villa an Prinz Carl von Preußen und veräußerte auch das Rittergut. 
Hermann Henckel wurde auf dem Johannisfriedhof in Dresden-Tolkewitz bestattet.